# Фикара III (Козенца)
Фикара III је насеље у Италији у округу Козенца, региону Калабрија.
Према процени из 2011. у насељу је живело 72 становника. Насеље се налази на надморској висини од 282 м.